# Tatort: Der Turm
Der Turm ist ein Fernsehfilm aus der Krimireihe Tatort. Der vom Hessischen Rundfunk produzierte Beitrag ist die 1076. Tatort-Episode und wurde am 26. Dezember 2018 im Ersten erstgesendet. Das Frankfurter Ermittlerduo Janneke und Brix ermittelt in seinem achten Fall.

## Handlung
Auf dem Vorplatz eines Wolkenkratzers im Frankfurter Bankenviertel liegt eine tote junge Frau, spärlich bekleidet, eine Plastiktüte über den Kopf gezogen. Anna Janneke ist schnell am Tatort. Sie erwägt, dass die Tote vom Hochhaus gestürzt oder gestoßen worden sein könne, und betritt „den Turm“ allein, als sie eine Gestalt im Fenster sieht. Als ihr Kollege Paul Brix verspätet am Tatort eintrifft, findet er sie mit schwerer Kopfwunde im Fahrstuhl vor. Die bewusstlose Janneke wird ins Krankenhaus eingeliefert.
Die Obduktion der Toten ergibt eine Vielzahl an Verletzungen bedingt durch den Sturz, daneben Spuren von Geschlechtsverkehr mit mehreren Personen sowie schließlich Anzeichen eines Erstickungstodes. Da die Erstickung möglicherweise aus einem Unfall resultierte, als beim Sex freiwillig eine Plastiktüte über den Kopf gezogen wurde, und auch für den Sturz keine klaren Hinweise auf einen Stoß zu erkennen sind, liegen zunächst keine eindeutigen Indizien für Fremdverschulden vor. Die Identität der Toten ist zunächst ebenso unklar wie der Hauptmieter des Turms und die Geschäftsmodelle der dort ansässigen Unternehmen. Auch als Janneke wieder das Bewusstsein erlangt, kann sie Brix zunächst nicht weiterhelfen, da ihre Erinnerungen unzureichend sind. Weitere Ermittlungen sind indes nicht erfolgreich, da die Mitarbeiter sich auf vertragliche Verschwiegenheitsklauseln berufen, der Sicherheitsdienst den Turm rigide abschirmt und die für die Außenkontakte des Firmenkonglomerats zuständige Juristin Dr. Rothmann ihre Mitwirkung auf das Nötigste beschränkt. Eine vollständige Durchsuchung des Turms lehnt Staatsanwalt Bachmann ab, da eindeutiges Fremdverschulden bei der toten Frau nicht gegeben ist.
Nachdem die Identität der Toten – Jennifer Traubner – geklärt werden konnte, sucht Brix deren Eltern und deren WG-Mitbewohnerin Nele Kreuzer auf. Jennifer habe versucht, sich ein angenehmes Leben u. a. durch lukrative Luxusescort-Aufträge für Sexpartys zu finanzieren. Janneke lässt sich trotz noch starker Beschwerden auf eigene Verantwortung aus dem Krankenhaus entlassen. Da sie jedoch noch Ruhe benötigt und Medikamente einnehmen muss, kümmert sich Fanny um sie. Im Kommissariat melden sich die jungen Programmierer Bijan und Jonathan. Bijan erklärt sich bereit, Brix als Informant zu dienen. Zunächst berichtet er, dass er autonome Softwareagenten für den Hochfrequenzhandel programmiere und am fraglichen Abend auf einer Party gewesen sei, auf der auch die Tote war. Eine weitere Vernehmung verhindert Rothmann. Bei späteren Treffen zwischen Brix und Bijan teilt der Programmierer weitere Details mit, doch gibt er sein Wissen aus Angst und Misstrauen nur nach und nach preis. Brix’ Ermittlungen im Prostitutionsmilieu bestätigen zwar die Buchungen Jennifers für Sexpartys, bringen ihn jedoch nicht wesentlich weiter. Im Büro von Staatsanwalt Bachmann taucht ein Mann auf, den Brix zuvor auf dem Dach eines Parkhauses mit Rothmann und anderen Anzugträgern gesehen hat. Die Polizisten erfahren jedoch nicht, was der Mann bei Bachmann wollte. Janneke wertet inzwischen zu Hause ihre Fotos vom Beginn des Falles aus und entdeckt auf einem der Fotos in einer Spiegelung das Gesicht eines unbekannten Mannes, der sie wahrscheinlich niedergeschlagen hat und auch als Mörder von Jennifer Traubner in Frage kommt. Zudem will sie zurück ins aktive Ermittlerteam.
Ein nach dem Auffinden Jennifers auf dem Dach des Turms gefundenes Handy kann Bijan zugeordnet werden, und eine DNA-Analyse ergibt, dass auch er Sex mit Jennifer hatte, woraufhin Bijan zur Fahndung ausgeschrieben wird. Brix droht die Zeit davonzulaufen, weshalb er seinen Kollegen Jonas bittet, eine Festnahme von Bijan möglichst hinauszuzögern und ihm für weitere Ermittlungen den Rücken frei zu halten, während er Janneke inoffiziell ihre Dienstwaffe besorgt. Ein letztes Treffen mit Bijan gelingt. Die Kommissare erfahren, dass Jennifer womöglich einen ihrer Kunden erpresst habe. Als Bijan jedoch weitere Polizisten sieht, flüchtet er. Bei einem Gespräch Jannekes mit Rothmann im Turm erfährt diese, dass Rothmann sich trotz aller Vorzüge im System ihres Arbeitgebers gefangen sieht, jedoch akzeptiert, nach dessen Regeln arbeiten zu müssen. Im Aufzug trifft Janneke auf den Unbekannten vom Foto. Statt den Turm zu verlassen, fährt sie aufs Dach und nimmt Kontakt mit Brix auf. Da dieser von Bijans Kollegen Jonathan erfahren hat, dass Bijan wieder im Turm sei, um das illegale Handeln des Firmenkonglomerats auffliegen zu lassen, warten die Ermittler den Feierabend ab, um den verlassenen Turm nach ihm zu durchsuchen. Janneke findet ihn als Erste, doch wird Bijan von dem Unbekannten in Bikerkleidung niedergeschlagen. Der Unbekannte würgt Janneke und ist entschlossen sie zu töten, was Brix durch einen gezielten Schuss verhindern kann.
Die anschließenden Ermittlungen gegen Brix und Janneke zu den Vorfällen im Turm wegen eigenmächtigen Vorgehens will Bachmann abbrechen und diese Vorwürfe intern regeln. Eine mögliche Anzeige wird in Absprache mit Rothmann nicht erfolgen. Die Ermittlungen im Fall Jennifer will er mangels Ermittlungsfortschritten zeitnah einstellen. Zum Entsetzen Brix’ wisse man nicht einmal etwas von einem Toten nach dessen Schüssen. Jetzt bleibt den Ermittlern nur noch die Hoffnung, dass Bijan weiterhin mit ihnen zusammenarbeitet. Auf der Suche nach ihm sehen sie Bijan jedoch im Foyer des Turms, wie er im schicken Blazer mit mehreren Geschäftsleuten spricht, Brix und Janneke ignoriert und mit seinen Begleitern den Fahrstuhl betritt. „Es ist vorbei“, muss Janneke ernüchtert feststellen.

## Hintergrund
Der Film wurde an 25 Drehtagen vom 19. September 2017 bis zum 30. Oktober 2017 in Frankfurt und Flörsheim gedreht. Die Premiere fand am 31. August 2018 im Rahmen des Festival des deutschen Films in Ludwigshafen am Rhein statt. Bei dem im Film gezeigten Hochhaus handelt es sich um das 2018 abgerissene Gebäude Deutsche Bank IBCF.

## Rezeption

### Kritiken
Christian Buß meinte bei Spiegel online, dass sich der „experimentierfreudige“ Hessische Rundfunk treu bleibe und der Film ein weiterer Versuch sei, „mit einem Thriller-Experiment, dem Rätsel Finanzwelt auf die Spur zu kommen. Hier fühlt man sich an den frühen Kapitalismus-Horror von David Cronenberg erinnert. Ein visuell bestechender Banker-Schocker – dessen Plot aber zuweilen unter seiner Bilderwucht durchhängt.“
Bei Zeit online kritisierte Matthias Dell den Film als „Kinderkitsch über den bösen Kapitalismus“, vor allem, weil er zu sehr versuche, die Realität zu vereinfachen. Der Film scheitere bei seinem fortwährenden Versuch, den Kapitalismus auf das Menschliche herunterzubrechen, und zeichne ein plumpes Bild von der kapitalistischen Gesellschaft, auch, weil er sich den Kapitalismus als Motorradfahrer mit Helm vorstelle. Kommissar Brix werde „als gewöhnlicher Tor entworfen, der diese krasse Finanzindustrie-Welt nicht versteht, aber grundsätzlich bereit ist, im Auftrag des Guten gegen sie zu kämpfen.“ Der Film-Dienst bewertete den Film mit einem von fünf möglichen Sternen und kritisierte: „Aufdringlich symbolischer, plump konstruierter (Fernseh-)Krimi, der die Hochfinanz als unmenschliche Parallelwelt zeichnen will. Dabei geht er allerdings so klischeehaft und unglaubwürdig vor, dass er statt Spannung nur Ärger und Langeweile erzeugt.“
In der FAZ vermisste Oliver Jungen eine ausreichende Begründung dafür, warum Staatsanwalt Bachmann „nicht wirklich an einer Aufklärung der Umstände des Todes des Mädchens interessiert ist. Raunende Andeutungen (kaum ist ein gegelter Besucher aus der Tür, verkündet der Chef: „Wir sind nicht die Moralpolizei“) helfen da wenig. Der Schluss immerhin ist konsequent. Weshalb man diesen bitteren „Tatort“ aber ausgerechnet an Weihnachten programmiert, das weiß – mit Glück – der Himmel.“
Bei Tittelbach.tv fasste Thomas Gehringer zusammen: „Autor-Regisseur Lars Henning inszeniert den Büroturm als Metapher für das Böse und den Frankfurter Finanzplatz als Geheimbund mit nur schemenhaft angedeuteten Akteuren. In die ansonsten konventionelle Polizei-Ermittlung wird ein wenig Horror gemischt, und auch das Ende widersetzt sich den üblichen Krimi-Gesetzen. Außerdem: ein Hauch von „Blow Up“, denn um Wahrnehmung und die Wahrheit hinter den Bildern geht es auch.“ Er vergab viereinhalb von sechs möglichen Punkten.

### Einschaltquoten
Die Erstausstrahlung von Der Turm am 26. Dezember 2018 wurde in Deutschland von 5,97 Millionen Zuschauern gesehen und erreichte einen Marktanteil von 18,5 % für Das Erste.